# Linum doerfleri
Linum doerfleri är en linväxtart som beskrevs av Karl Heinz Rechinger. Linum doerfleri ingår i släktet linsläktet, och familjen linväxter. Inga underarter finns listade i Catalogue of Life.